# هاردی-گاردی
هاردی گاردی/ هِردی گِردی (به انگلیسی: hurdy-gurdy) ساز زهی است که صدای آن توسط چرخ دستی رُزینی که با یک اهرام یا لنگ چرخانده شده و به سیم‌ها ساییده می‌شود تولید می‌شود. این چرخ بسیار شبیه کمان ویولن (یا yckelharpa) است و نت‌هایی که روی ساز نواخته می‌شوند شبیه به صدای ویولن هستند. ملودی‌یا نت‌ها توسط شستی‌ها یا صفحه‌کلید نواخته می‌شوند (یا تغییر می‌کنند) و این کلیدها یا شستی‌ها هستند که با سیم تماس دارند. مانند سایر سازهای زهی آکوستیک این ساز نیز دارای یک صفحه صدا و حفره توخالی است تا لرزش سیم‌ها قابل شنیدن باشد.
بیشتر هاردی گاردی‌ها دارای سیم‌های زمینه‌نوای متعددی هستند که صدای ثابتی را در ملودی ایجاد می‌کنند و در نتیجه صدایی شبیه به صدای نی‌انبان می‌دهند. به همین دلیل، این ساز اغلب همراه یا به جای نی‌انبان استفاده می‌شود. بیشتر در موسیقی محلی، آراگونی(Aragonese)، فرانسوی کیجن‌ها(Cajun French)، مجارستانی (Hungarian)و اسلاوها استفاده می‌شود. همچنین می‌توان آن را در تنظیمات موسیقی اولیه مانند موسیقی قرون وسطی، رنسانس یا باروک مشاهده کرد. ساز دارای چند خرک می‌باشد و یک یا چند سیم به نام ترومپت(trompette) معمولاً از روی خرک بازینگ(buzzing bridge) به نام «چین - chien» می‌گذرد که می‌تواند با چرخاندن چرخ توسط نوازنده، صدای متمایزی ایجاد کند.

## طراحی

### شکل

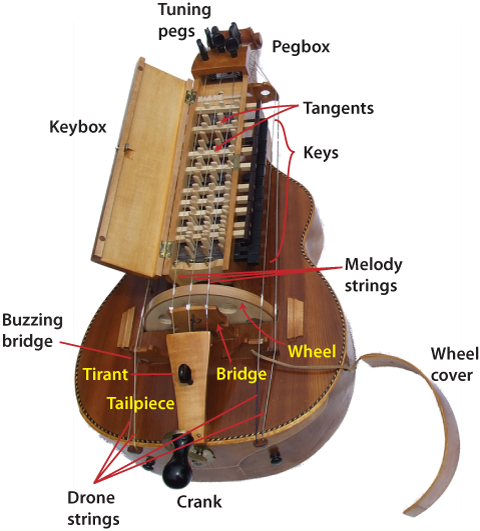
بخش‌های اصلی یک هاردی گاردی مدرن از نوع فرانسوی

پالمر در بررسی اجمالی خود از تاریخچه ساز، بیست و سه فرم مختلف را ثبت کرد، : ۲۳–۳۴ و امروزه هنوز طراحی استانداردی وجود ندارد.
«ielle à roue» شش سیم فرانسوی شناخته شده‌ترین و رایج‌ترین نوع است. تعدادی از فرم‌های منطقه ای توسعه یافتند، اما در خارج از فرانسه این ساز به عنوان یک ساز عامیانه در نظر گرفته شد و هیچ مدرسه ساخت و ساز وجود نداشت که بتواند یک فرم استاندارد را تعیین کند.
دو سبک اصلی بدنه برای سازهای معاصر وجود دارد: بدنه گیتار مانند (guitar-bodied) و پشت لوتی (lute-backed). هر دو فرم در مناطق فرانسوی زبان یافت می‌شوند، در حالی که مدل بدنه گیتاری در جاهای دیگر عمومیت بیشتری دارد.

## سیم‌ها
در ابتدا، سیم‌ها از الیاف طبیعی روده جانوران ساخته می‌شدند، که امروزه هنوز هم یک جنس ترجیحی محسوب می‌شود. در سازهای مدرن از سیم‌های ویولن D یا A (رِ یا لا) و سیم ویولن سل A, G، C (دو، سل و لا) استفاده می‌شود. با این حال، سیم‌های فلزی در قرن بیستم بیشتر رایج شده‌اند، به‌ویژه برای سیم‌های دْرون(drone زمینه‌نوا) سنگین‌تر یا برای سیم‌های ملودی پایین‌تر در صورت استفاده از کوک اکتاو. سیم نایلونی نیز گاهی مورد استفاده قرار می‌گیرد، اما بسیاری از نوازندگان آن را دوست ندارند.

## نسخه‌های الکتریکی و الکترونیکی

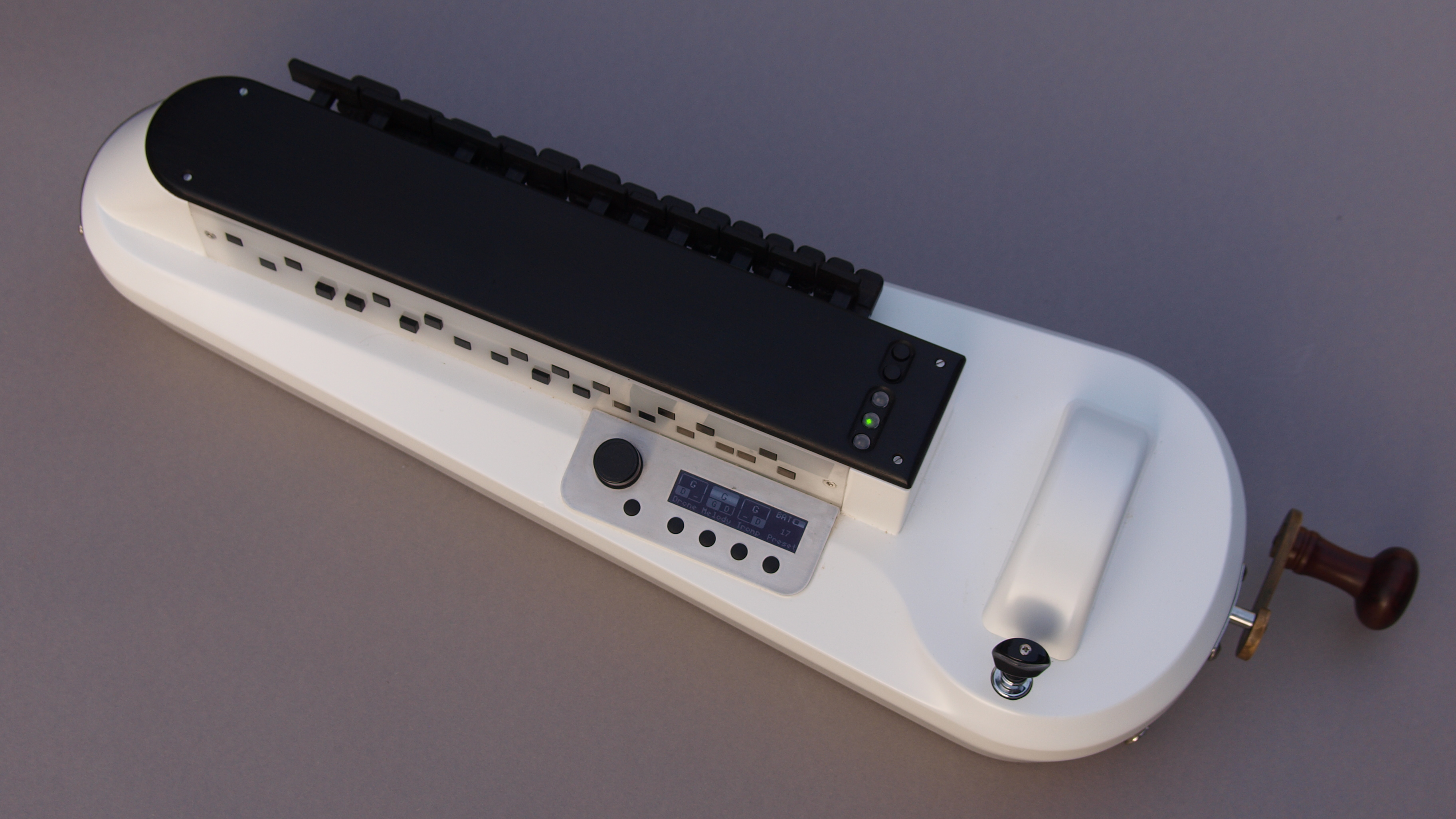
هاردی گاردی الکترونیکی MidiGurdy

در موسیقی پاپ، به ویژه در موسیقی عامه پسند نئو مدیوال، از هردی-گردی‌های الکتریکی استفاده می‌شود که در آن پیکاپ‌های الکترو مغناطیسی ارتعاش سیم‌های آن را به سیگنال‌های الکتریکی تبدیل می‌کنند. مشابه گیتارهای الکتریک، سیگنال‌ها به یک تقویت‌کننده  منتقل می‌شوند یا توسط سینت سایزر به شکل اصلاح‌شده بازتولید می‌شوند.
البته، هاردی‌های الکترونیکی دارای سیم نیستند. تبادل داده‌های اطلاعات موسیقی بین رایانه‌های متصل، سمپلرها یا سینت‌سایزرها از طریق رابط ام‌آی‌دی‌آی میسر و مدیریت می‌شود.

## چندی از نوازندگان
- کندیس نایت
- آنتوان نیوکمب